# Niklas Hansson (ishockeyspelare)
Niklas Hansson, född 8 januari 1995 i Jonstorps församling, Skåne län, är en svensk professionell ishockeyspelare.
Efter säsongen 2016–2017 lämnade han HV71, och spelade därefter för Texas Stars i AHL, Rögle BK i SHL och därefter fyra säsonger med schweiziska EV Zug.